# Установа
Устано́ва — орган державної влади, місцевого самоврядування, організації, підприємства тощо. Виконує певні функції в галузі державного управління, адміністративного, партійного, громадського, комерційного контролю, нагляду тощо. 
Головні ознаки:
1. Установи виконують соціально-культурні або адміністративно-політичні функції. Їх мета — створення соціальних цінностей, головним чином невиробничого характеру (установи культури, освіти, охорони здоров'я та ін.).
2. Установи, які спеціалізуються на виконанні певного виду діяльності, можуть бути державними, недержавними, місцевих органів, індивідуальними.

Ринок державних установ — державні установи, що закуповують або орендують товари і послуги, які потрібні для здійснення основних функцій керування.
1. Правові норми, що закріплюють їх види, містяться в різноманітних правових актах, які регулюють відносини в окремих галузях та сферах соціально-культурної та адміністративно-політичної діяльності, культури, освіти, охорони здоров'я, закордонних справ, спорту тощо.

## Регулювання
Установа створюється на підставі індивідуального або спільного установчого акта, складеного засновником (засновниками). Установчий акт може міститися також і в заповіті. До створення установи установчий акт, складений однією або кількома особами, може бути скасований засновником (засновниками) відповідно до п.3 ст.87 Цивільного Кодексу України. 
Діяльність установ регулюється законами України від 23 березня 1996 p. «Про освіту», від 13 грудня 1991 р. «Про основи державної політики у сфері науки і науково-технічної діяльності» (в редакції від 1 грудня 1998 p.), від 27 січня 1995 р. «Про бібліотеки та бібліотечну справу», іншими законодавчими та правовими актами. Управління  установами здійснюється згідно з принципами, на яких вони були засновані. 

## Види установ
Залежно від фоми власності виділяють:
- Державні установи ― установи, створені державою.
- Муніципальні установи ― установи, створені місцевими органами самоврядування.
- Приватні установи ― установи, створені приватними фізичними чи юридичними особами.

Будинки дитячих дошкільних закладів:
- Дитячі дошкільні заклади загального, спеціального та оздоровчого типу.
- Будинки дитини та дошкільні дитячі будинки.
- Дошкільні заклади, об'єднані з початковою або основною школою.

Будинки навчальних закладів:
- Загальноосвітні та спеціалізовані школи.
- Загальноосвітні, спеціальні та санаторні школи-інтернати.
- Міжшкільні навчально-виробничі комбінати.
- Позашкільні заклади.
- Професійно-технічні навчальні заклади.
- Вищі навчальні заклади.
- Інститути підвищення кваліфікації спеціалістів.

Будинки та споруди для охорони здоров'я і відпочинку:
- Лікувально-профілактичні заклади.
- Санітарно-профілактичні заклади.
- Установи судово-медичної експертизи.
- Аптечні заклади.
- Санаторії та санаторії-профілакторії. Заклади відпочинку та туризму.

Будинки та фізкультурно-оздоровчі і спортивні споруди:
- Відкриті фізкультурно-спортивні споруди.
- Будинки та криті споруди.
- Фізкультурно-спортивні та фізкультурно-оздоровчі комплекси.

Будинки культурно-видовищних, закладів дозвілля та культових закладів:
- Бібліотеки.
- Музеї та виставки.
- Будинки дозвілля (клуби, центри культури і дозвілля тощо).
- Видовищні будинки (театри, концертні зали, кінотеатри, цирки та ін.).
- Культові будинки, споруди та комплекси.

Будинки для підприємств торгівлі та громадського харчування:
- Будинки для підприємств роздрібної торгівлі.
- Будинки для підприємств громадського харчування (за винятком будинків та приміщень громадського харчування, які відносяться до допоміжних будинків і приміщень промислових підприємств).

Будинки підприємств побутового обслуговування:
- Комплексні підприємства побутового обслуговування.
- Лазні, лазнево-оздоровчі комплекси.
- Хімчистки та пральні.

Будинки закладів соціального захисту населення:
- Територіальні центри соціального обслуговування. Будинки-інтернати загального та спеціального типу.
- Будинки для науково-дослідних установ, проєктних і громадських організацій та управління.
- Будинки для науково-дослідних інститутів (за винятком значних спеціальних споруд).
- Будинки для проєктних та конструкторських організацій.
- Будинки інформаційних центрів.
- Будинки для органів управління.
- Будинки для громадських організацій.
- Будинки для кредитування, страхування та комерційного призначення.
- Банки і банківські сховища.
- Будинки для архівів.

Будинки для транспорту, призначені для безпосереднього обслуговування населення:
- Вокзали усіх видів транспорту.
- Контори для обслуговування пасажирів та транспортні агентства, касові павільйони.

Будинки для комунального господарства (окрім виробничих, складських та транспортних будинків та споруд):
- Будинки для громадянських обрядів, поховальні бюро, крематорії.
- Житлово-експлуатаційні заклади.
- Будинки готельних підприємств, мотелів та кемпінгів.
- Громадські туалети.